# SINCGARS

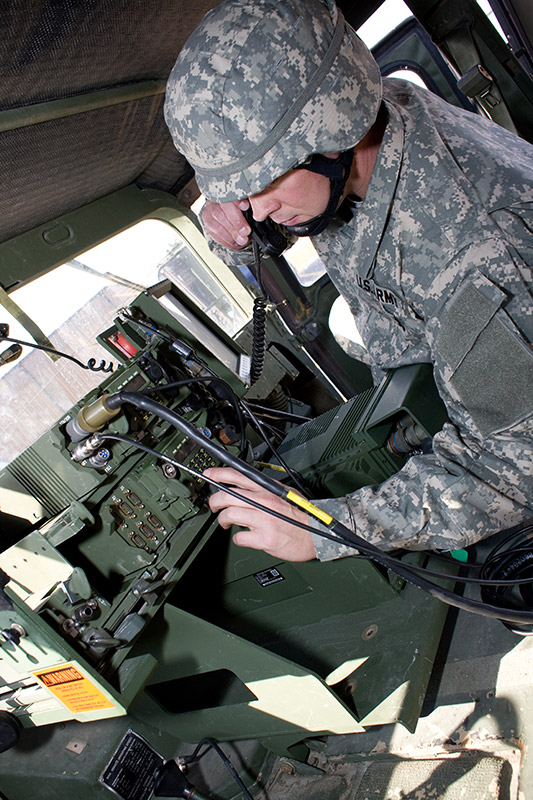
Радиостанция системы SINCGARS в автомобиле HMMWV

SINCGARS (аббревиатура от англ: Single Channel Ground and Airborne Radio System — рус: "Одноканальная наземная и бортовая радиосистема") — высокочастотная боевая радиосеть (англ: Combat-net radio (CNR), используемая вооруженными силами США и союзников. В сети CNR основная роль SINCGARS заключается в передаче голоса между наземными и бортовыми средствами управления и контроля.

## Описание
Семейство SINCGARS в основном заменило синтезированные одночастотные радиостанции времён войны во Вьетнаме ( AN/PRC-77 и AN/VRC-12), хотя имеет с ними обратную совместимость.  Бортовая радиостанция AN/ARC-201 пришло на замену старым тактические радиостанций класса «воздух-земля» (AN/ARC-114 и AN/ARC-131).
SINCGARS разработан на модульной основе для достижения максимальной унификации различных наземных, морских и бортовых конфигураций. В наземных конфигурациях используется общий приемник-передатчик (RT). Модульная конструкция также снижает нагрузку на систему логистики по обеспечению запасными частями.
Система совместима со всеми текущими УКВ-FM-радиостанциями США и союзников в незащищенном режиме SC. Радиостанции SINCGARS работают в нижнем диапазоне УКВ (от 30 до 88 МГц) с разносом каналов 25 кГц. Они могут работать как на одном канале (режим SC), так и в режиме скачкообразной перестройки частоты (FH). В режиме FH радио использует медленную скорость передачи. Они принимают либо цифровые, либо аналоговые входы и накладывают сигнал на несущую радиочастоту (RF). В режиме FH вход меняет частоту примерно 100 раз в секунду в частях тактического диапазона VHF-FM. Эти постоянные изменения частоты мешают подразделениям РЭБ противника обнаруживать или прерывать дружественную связь. SINCGARS обеспечивает скорость передачи данных до 16 000 бит в секунду. Расширенные режимы передачи данных предоставляют пакетные данные и данные RS-232.
Большинство наземных радиостанций SINCGARS имеют возможность управления выходной мощностью, но в то же время большинство бортовых радиостанций SINCGARS имеют фиксированную мощность. Те RT с настройками мощности могут варьировать дальность передачи примерно от 200 метров до 10 километров. Добавление усилителя мощности увеличивает дальность прямой видимости (LOS) примерно до 40 км. (Эти диапазоны предназначены только для целей планирования; рельеф местности, погода и высота антенны влияют на дальность передачи.) Переменный уровень выходной мощности позволяет пользователям работать с минимальной мощностью, необходимой для поддержания надежной связи, тем самым уменьшая излучаемую электромагнитную сигнатуру их радиостанций. Эта способность имеет особое значение на крупных командных пунктах, которые работают в нескольких сетях. Пользователи SC CNR за пределами сети FH могут использовать запрос доступа к сети. При вызове сети пользователь, находящийся вне сети, связывается со станцией управления сетью (NCS) на контрольной частоте. В активном режиме FH радиостанция SINCGARS подает звуковые и визуальные сигналы оператору о том, что внешний абонент хочет связаться с сетью FH. Оператор SINCGARS должен переключиться на контрольную частоту для связи с внешней радиосистемой. Для первоначальной активации сети может использоваться ручная настройка частоты. Ручная настройка обеспечивает общую частоту для всех участников сети для проверки работоспособности оборудования. Во время первоначальной активации сети все операторы в сети настраиваются на заданную вручную частоту. После установления связи сеть переключается в режим FH, и NCS начинает передавать коды скачкообразного изменения частоты на внешние станции.
Войсками было закуплено более 570 000 радиостанций SINCGARS.  Существует несколько программ улучшения системы, в том числе модели Integrated Communications Security (ICOM), которые обеспечивают интегрированное шифрование голоса и данных, модели Special Improvement Program (SIP), которые добавляют дополнительные режимы передачи данных, и улучшенные модели SIP ( ASIP), которые вдвое меньше по размеру и весу по сравнению с моделями ICOM и SIP и обеспечивают улучшенные режимы передачи данных FEC (Корректирующий код), асинхронные данные RS-232, форматы пакетных данных и прямое взаимодействие с GPS-при`мниками PLGR и DAGR.

## Хронология
- Ноябрь 1983 г .: ITT Corporation выигрывает контракт на первый тип радиостанции для сухопутных войск.[3]
- Май 1985: ITT получает контракт на поставку бортового SINCGARS.
- Май-июнь 1988 г.: 4-й батальон 31-го пехотного полка начинает первые полевые испытания радиостанции SINCGARS в Форт-Силл.
- Июль 1988 г.: General Dynamics заключает контракт со поставщиком на наземную радиостанцию.
- Февраль - апрель 1989 г.: 2-я пехотная дивизия проводит полевые испытания SINCGARS в импровизированной конфигурации переносного ранца в корейской демилитаризованной зоне.
- Апрель 1989 г .: ITT начинает полномасштабное производство.
- Декабрь 1990 г .: экипирована 1-я дивизия.
- Июль 1992 г .: Компания Magnavox Electronics Systems разрабатывает бортовую станцию SINCGARS AN/ARC-222 для ВВС.
- Август 1993: General Dynamics выходит на полную производственную мощность.
- Апрель 1994 г.: ITT и General Dynamics соревнуются за наземное радио.
- Май 1994 г.: ITT заключает контракт с единственным поставщиком бортовой радиостанции.
- 1997: ITT стала единственным поставщиком новой полуразмерной радиостанции RT-1523E для армии США.
- 2006: Конфигурация RT-1523F/SideHat обеспечивает 2-канальную возможность.
- Июль 2009: ITT выигрывает разработку платформы RT-1523G, контракт на 363 миллиона долларов. Партнерство с Thales Communications Inc.
- 2012: рреализован набор возможностей для обеспечения ситуационной осведомленности универсальной сети, чтобы помочь предотвратить инциденты с дружественным огнем " воздух-земля" .[4]
- Май 2016 г .: Harris Corp. заключает с марокканской армией контракт на сумму 405 миллионов долларов на оборудование системы SINCGARS, включая вспомогательные элементы, запасные части, установочные комплекты, услуги по обучению и поддержке на местах. Одна заявка была запрошена, одна получена, с предполагаемой датой завершения 21 апреля 2021 г.
- Июнь 2016: Корпорация Harris (NYSE:HRS) получила заказ на сумму 15 миллионов долларов на поставку тактических радиостанций, систем управления, обучения и полевой поддержки стране на Ближнем Востоке в рамках текущей программы модернизации. Контракт был заключен в четвертом квартале 2016 финансового года Harris.
- Январь 2017 г .: Harris Corp. получает контракт на максимальную сумму 403 миллиона долларов от Агентства материально-технического снабжения США на поставку запасных частей для различных тактических радиосистем, включая SINCGARS.[5]

## Модели
| Модель                        | начало произв. | количество произв. | Функции | Фото |
| ----------------------------- | -------------- | ------------------ | --- | ---- |
| RT-1439                       | 1988           | 16,475             | Базовая радиостанция SINCGARS обеспечивала незащищенную скачкообразную перестройку частоты ECCM и одноканальную передачу голоса и данных FM в диапазоне 30–87,975 МГц. RT-1439 предоставил интерфейс для внешнего устройства COMSEC для безопасных операций. Его можно было развернуть в переносной конфигурации и вместе с другим оборудованием в транспортной конфигурации. |      |
| RT-1523 (ICOM)                | 1990           | 39,375             | RT-1523 обладал всеми функциями RT-1439, но также содержал встроенный модуль COMSEC, совместимый с KY-57, для безопасных операций скачкообразной перестройки частоты. RT-1523 включает в себя клавиатуру, обеспечивающую расширенные функции отображения и управления для оператора. |      |
| RT-1523A                      |                |                    | производство General Dynamics |      |
| RT-1523B (ICOM)               | 1994           | 37,363             | RT-1523B обеспечивает улучшенную производительность COSITE и увеличенный срок службы батареи. В нем отмечены значительные улучшения производительности благодаря внедрению усовершенствованного алгоритма завершения сообщений. |      |
| RT-1523C (SIP) (AN/PRC-119C)  | 1996           | 35,152             | TRT-1523C(C)/U представил несколько новых функций в семействе SINCGARS. Устройство RAILMAN COMSEC было встроено в конструкцию RT-1523C. В RT-1523C также представлены алгоритмы прямой коррекции ошибок Рида-Соломона для увеличения пропускной способности, повышения частоты битовых ошибок и улучшения защиты от помех, что приводит к улучшению/расширению дальности действия. Отчеты о местоположении GPS также были встроены во все голосовые сообщения и сообщения в режиме расширенных данных, чтобы предоставлять отчеты о местоположении дружественных сил в поддержку ситуационной осведомленности. Новая форма волны пакетных данных FH и алгоритм доступа к каналу также обеспечивают смешанные операции передачи голоса и пакетных данных в общей сети. |      |
| RT-1523D (SIP)                |                |                    | производство General Dynamics |      |
| RT-1523E (ASIP) (AN/PRC-119E) | 1998           | 136,027            | RT-1523E обеспечивает все функции RT-1523C, но при этом вдвое меньше по размеру и весу, практически без ухудшения возможностей или производительности по сравнению с SIP RT. RT-1523E представил новый режим работы со скачкообразной перестройкой частоты, называемый SINCGARS Mode 2. Новый SINCGARS Mode 2 включает в себя все те же конфигурации FH Mode 1, но под новым зонтиком безопасности TRANSEC. RT-1523E можно перепрограммировать через разъем данных на передней панели. |      |
| RT-1523F (ASIP) (AN/PRC-119F) | 2006           | 273,037            | RT-1523F, изображенный с SideHat, представляет собой двухканальную радиостанцию SINCGARS ASIP, основанную на конструкции RT-1523E. Программа RT-1523F состояла из двух этапов. На первом этапе необходимые физические и электрические интерфейсы были встроены в ASIP RT-1523E таким образом, чтобы вместить вспомогательный модуль, обеспечивающий второй канал. На втором этапе программы был разработан вспомогательный модуль. Вспомогательный модуль можно прикрепить снаружи к шасси радиостанции RT-1523F с левой стороны, если смотреть на переднюю панель. Основное различие между RT-1523F и его предшественником RT-1523E заключается в добавлении этого интерфейса. RT-1523F также представил возможность боевой идентификации по радио (RBCI). Это усовершенствование позволяет радиостанции работать в качестве запросчика RBCI, ретранслятора RBCI RE-Relay, а также позволяет добавлять функциональные возможности ответчика RBCI в любой из его режимов голоса или данных FH. RT-1523F также представил расширение ситуационной осведомленности на основе радио (RBSA) для существующих возможностей SA радиостанций ASIP. |      |
| RT-1523G (ASIP)               | 2010           | 12,029             | RT-1523G обладает всеми возможностями и функциями RT-1523F. Кроме того, RT-1523G обеспечивает криптомодернизацию и соответствие требованиям JTRS SCA для программы SINCGARS. Путь модернизации должен был привести все радиостанции RT-1523E и RT-1523F к конфигурации RT-1523G, но не был реализован. |      |
| RT-1730C                      |                |                    | Модифицированный RT-1523C для военно-морского применения. |      |
| RT-1730E                      |                |                    | Модифицированный RT-1523E для военно-морского применения |      |
| RT-1702E                      |                |                    | Экспортный вариант РТ-1523Э |      |
| RT-1702F                      |                |                    | Экспортный вариант РТ-1523Ф |      |

## Конфигурации УКВ радиостанции RT-1523

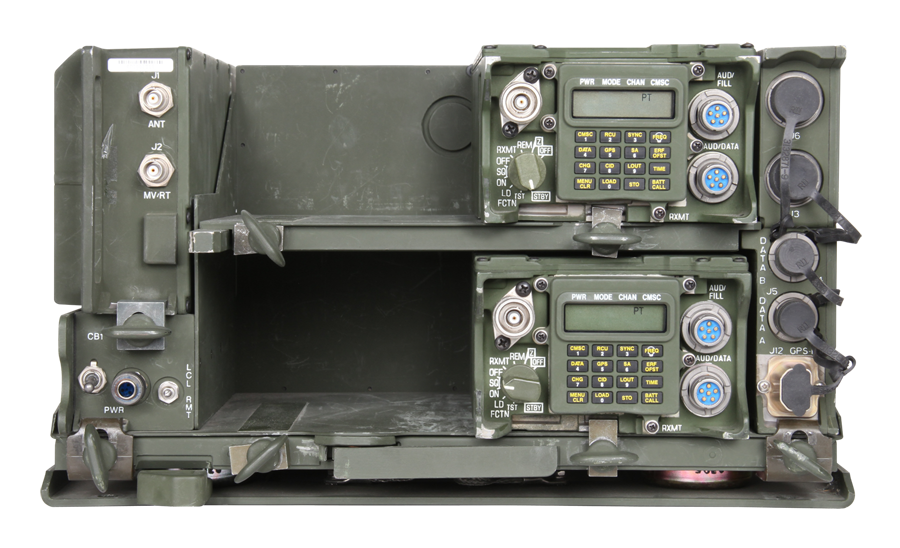
VRC-89, установлены две радиостанции

| Конфигурация | Описание                                                                                           |
| ------------ | -------------------------------------------------------------------------------------------------- |
| AN/VRC-87    | Автомобильная 5-ваттная ближнего действия                                                          |
| AN/MRC-145   | Автомобильная 50-ваттная радиосистема с двумя RT-1523, смонтированная на HMMWV.                    |
| AN/VRC-88    | Автомобильная 5-ваттная ближнего действия – с переносными элементами                               |
| AN/VRC-89    | Автомобильная 50-ваттная дальней/ближней связи                                                     |
| AN/VRC-90    | Автомобильная 50-ваттная дальней связи                                                             |
| AN/VRC-91    | Автомобильная 50-ваттная Блок дальней связи съёмный, блок ближней связи - с переносными элементами |
| AN/VRC-92    | Автомобильный 50-ваттный ретранслятор дальней связи + усилитель мощности и кабель                  |
| AN/PRC-119   | 5-ваттная переносная                                                                               |